# Едельсталь
Едельсталь (нім. Edelstal) — громада округу Нойзідль-ам-Зее у землі Бургенланд, Австрія.
Едельсталь лежить на висоті  183 м над рівнем моря і займає площу  5,9 км². Громада налічує 632 мешканців. 
Густота населення 107/км².  
|                                     |
| Едельсталь на мапі округу та землі. |

 Адреса управління громади:  2413 Edelstal. 

## Демографія
Історична динаміка населення міста за даними сайту Statistik Austria

## Відомі особи
- Адам Ліст, музикант, батько Ференца Ліста.

## Виноски
1. ↑  Dauersiedlungsraum der Gemeinden Politischen Bezirke und Bundesländer - Gebietsstand 1.1.2018 — Статистичне управління Австрії.
2. ↑  Einwohnerzahl 1.1.2018 nach Gemeinden mit Status, Gebietsstand 1.1.2018 — Статистичне управління Австрії.
3. ↑  www.gemeinde-edelstal.at. Архів оригіналу за 30 грудня 2011. Процитовано 25 вересня 2019.
4. ↑  Gemeindedaten von Edelstal. Архів оригіналу за 18 вересня 2012. Процитовано 20 жовтня 2013.

| Австрія | Це незавершена стаття з географії Австрії. Ви можете допомогти проєкту, виправивши або дописавши її. |